# Jesúpolis
Jesúpolis es un municipio brasilero del estado de Goiás.Ciudad también conocida como "Catuvelo"

## Historia
Ciudad localizada en el interior goiano, fundada a partir de un gran latifúndio.
Uno de los aspectos más importantes de Jesúpolis es la gran religiosidad que emana de la ciudad. En sus calles, es celebrada la conocida Fiesta del Divino Espírito Santo, más conocida como Juerga de Reyes. Su celebración volvió a la ciudad famosa y su región.
La ciudad alberga también la única casa correspondiente de la filosofía del Racionalismo cristiano en el estado de Goiás (excluyendo a la capital Goiânia), creada por Luís José de Mattos Chaves Lavrador al inicio del siglo XX.

## Geografía
Su población estimada en 2004, de acuerdo con el censo del IBGE era de 2.138 habitantes.

### Carreteras
- GO-529

## Administración
- Prefecto: Silvan José Furtado de la Silveira (2009/2012)
- Viceprefecto:Edimilson Leche de Bessa
- Presidente de la cámara: Alessandre Luis de Jesús (2009/2010)